# Aptychotrema rostrata
Aptychotrema rostrata is een vissensoort uit de familie van de Trygonorrhinidae. De wetenschappelijke naam van de soort is voor het eerst geldig gepubliceerd in 1794 door Shaw.